# Alice Marian Ellen Bale

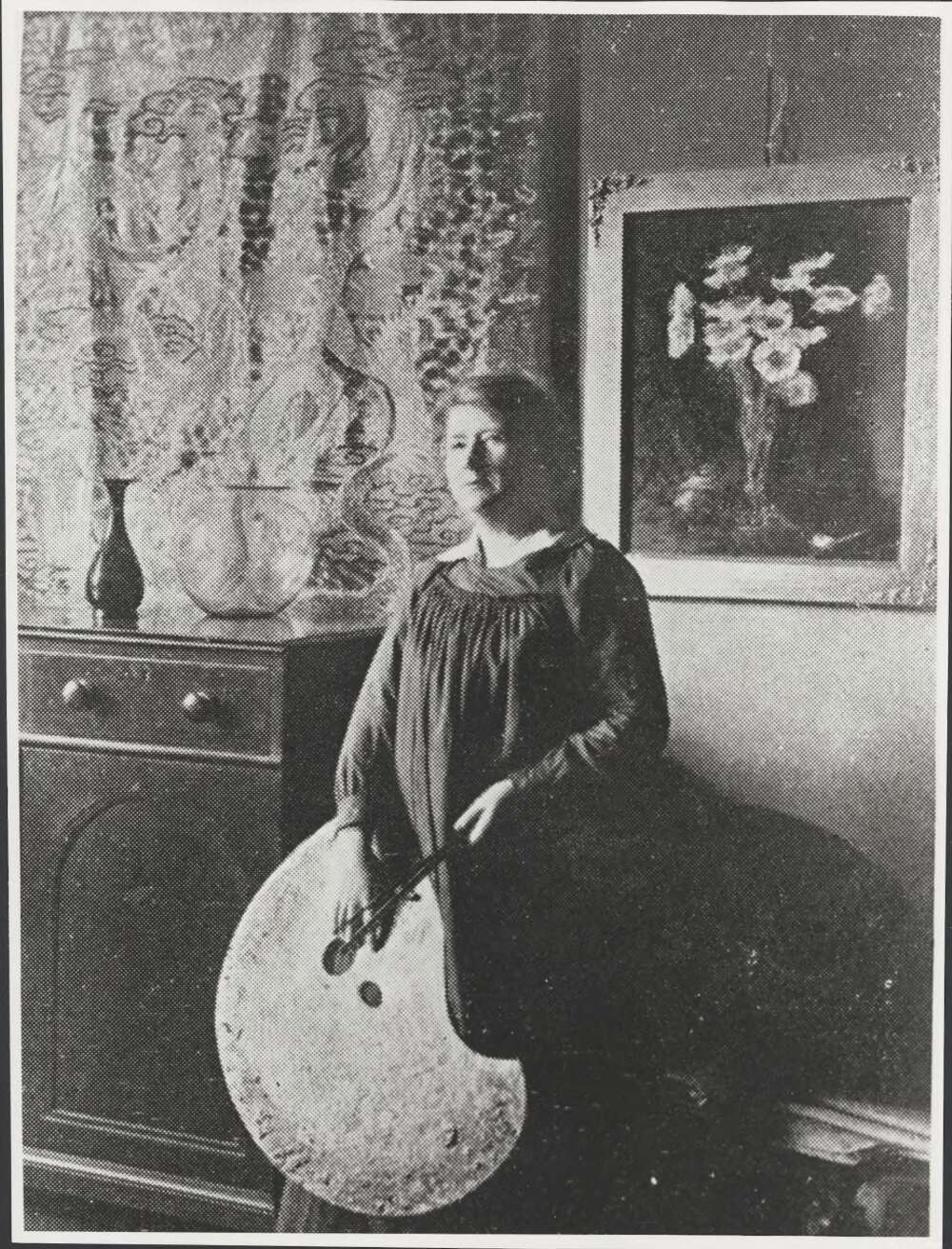
Alice Marian Ellen Bale, um 1920

Alice Marian Ellen Bale (* 11. November 1875 in Richmond (Victoria), Australien; † 14. Februar 1955 in Melbourne, Australien) war eine australische Malerin.

## Leben und Werk
Bale war das einzige Kind des Naturforschers und Zollinspektors William Mountier Bale (1851–1940), und seiner Frau Marian, geborene Adams. Ihr Vater war 1880 Gründungsmitglied des Field Naturalists' Club, Sekretär der Microscopical Society of Victoria und Mitglied der Royal Society of Victoria. Er veröffentlichte mehrere Artikel über viktorianische Hydroiden und hinterließ nach seinem Tod viele seiner Exemplare und Bücher dem National Museum und dem National Herbarium in Melbourne.
Bale lebte mit ihren Eltern bis zu ihrem 7. Lebensjahr im Haus ihrer Großeltern väterlicherseits in Richmond (New South Wales) und besuchte die Erin Street State School. Bis 1886 hatten ihre Eltern ihr Zuhause in Kew (Victoria) bezogen, wo Bale für den Rest ihres Lebens lebte. Von 1885 bis 1892 besuchte sie das Methodist Ladies' College und nahm Privatunterricht bei den australischen Malern May Vale und Hugh Ramsay.
Sie wurde 1894 in die Victorian Artists' Society gewählt und ihr erstes Bild hing auf der Ausstellung im Oktober 1896. Sie studierte ab 1895 Kunst bei Frederick McCubbin und Lindsay Bernhard Hall an der National Gallery of Victoria Art School in Melbourne,  wo sie im Laufe ihres Studiums neun bedeutende Preise gewann und 1902 eine Anwärterin auf ein Reisestipendium war.
Bale wurde bekannt für ihre Blumenbilder und Stillleben. Ihre Landschaften malte sie hauptsächlich in Castlemaine, wo sie ein Haus und ein Atelier hatte und in Kew. Bale stellte von 1917 bis 1955 beim Women's Art Club, der späteren Melbourne Society of Women Painters aus, und gab die Zeitschrift der Victorian Artists' Society vom 5. März 1918 bis zu ihrer letzten Ausgabe im Februar 1919 heraus. Im Jahr 1918 war sie mit Jo Sweatman Gründungsmitglied der Gruppe Twenty Melbourne Painters Society Inc (TMPS), die von Studenten und Anhängern des australischen Tonalisten Max Meldrum gegründet wurde. Das TMPS ist eine der ältesten und renommiertesten Kunstorganisationen Australiens und nimmt eine einzigartige Position in der australischen Kunst ein, da die Mitgliedschaft auf 20 Künstler beschränkt und nur auf Einladung möglich ist. Die Gesellschaft engagiert sich für die Traditionen der realistischen, tonalen und impressionistischen Malerei.
Ab 1923 war es Bale durch ihre Mitgliedschaft in der Australian Art Association möglich, jährlich mit bedeutenden Künstlern aus allen Staaten auszustellen. Zwei ihrer Gemälde waren 1923 in der Ausstellung australischer Kunst in London zu sehen. 1933 wurde ihr Gruppenbild Mr. und Mrs. Carl Hampel, in der Royal Academy of Arts ausgestellt und ihr Portrait of a Lady wurde 1939 im Pariser Salon ausgestellt. Von 1943 bis 1948 stellte sie auch mit The Half Dozen Group of Artists in Brisbane aus und malte 1946 ein Auftragsporträt von Generalmajor George Alan Vasey für das Australian War Memorial.
Am 14. Februar 1955 starb Bale im Royal Melbourne Hospital nach einer Krebsoperation.
Aus ihrem Nachlass, der auf 46.353 £ geschätzt wurde, wurde ein unbefristetes Stipendium eingerichtet, der AME Bale Travelling Scholarship and Art Prize.
Ihr Porträt von William Rowell befindet sich in der Castlemaine Art Gallery, wo sieben ihrer Gemälde ausgestellt sind. Weitere Gemälde befinden sich in öffentlichen Sammlungen in der National Gallery of Victoria in Melbourne, in der Art Gallery of New South Wales in Sydney, im Castlemaine Art Museum, in Adelaide, Brisbane, Ballarat und Mildura.

## Werke (Auswahl)
- 1922: Zinnias
- 1922: Scabiosa
- 1930: Camellias
- 1930: Tiger lilies
- 1931: On guard (Tulips)
- 1940: Oatfield at Kew

## Ausstellungen (Auswahl)
- 2012: Impressionists / Edwardians / Expatriates: Australian Art from The Collection, QAGOMA, Queensland Art Gallery & Gallery of Modern Art, Brisbane
- 2013: Works on Paper, Charles Nodrum Gallery, Richmond
- 2017: The Likeness, The Lawrence Wilson Art Gallery, Perth
- 2022: Picture This, Horsham Regional Art Gallery, Horsham, Australia[5]

## Auszeichnungen
Bale gehörte 1922 und 1924 zu den Finalisten für den Archibald-Preis, während Ernest Buckmasters Porträt von ihr 1932 Finalist für den Archibald-Preis war. Der 1921 erstmals verliehene Archibald Prize ist Australiens prestigeträchtigster und beliebtester Kunstpreis und wird jährlich an das beste Porträt vergeben, welches von einem in Australasien ansässigen Künstler gemalt wurde.